# 高橋ゆたか
高橋 ゆたか（たかはし ゆたか、1964年6月30日 - ）は、日本の漫画家。新潟県出身。
1986年、第24回赤塚賞において佳作を受賞しデビュー。代表作は『週刊少年ジャンプ』（集英社）で連載された『ボンボン坂高校演劇部』など。
『HOOK -フック-』の連載終了から数年後の2010年に読み切り作品『ボンボン坂高校演劇部 リターンズ!』を発表したのを最後に新作漫画を発表していない。

## 作品リスト
- おとぼけ茄子先生（1987年 - 1988年、週刊少年ジャンプ、集英社、全1巻）

1987年に短期連載された4コマ漫画『茄子くん』のリメイク。
- 剣客 渋井柿之介（1989年、週刊少年ジャンプ、全1巻）

カキの形の顔の江戸時代の侍「柿之介」が主人公の下ネタ中心のギャグ漫画。1989年に休載中の『BASTARD!! -暗黒の破壊神-』の代原としての連載開始だったため、『ジャンプ』掲載時、第1話が巻頭カラーではなかった。
- ボンボン坂高校演劇部（1992年 - 1995年、週刊少年ジャンプ、全12巻）

高等学校の演劇部を舞台としたラブコメギャグ漫画。『ジャンプ』での最長連載作品であり、代表作である。
- 魔女娘ViVian（1996年 - 1997年、週刊少年ジャンプ、全4巻）

日本の美少年中学生「あかり一休」を巡って2人の魔女「ビビアン」「アラウネ」がライバル争いを繰り広げる。当初はギャグコメディであったが、終盤になり一休の方に焦点が当てられるようになり、突如ギャグ要素が一切排除された格闘漫画に変貌した。
- 勇者ドリアン（読み切り、週刊少年ジャンプ1997年51号掲載）

- デンデカ（読み切り、赤マルジャンプ1998WINTER掲載）内容は完全ギャグ。

- 世界一さお師な男 伊達千蔵（2000年 - 2004年、オースーパージャンプ、集英社、全7巻）

少年漫画時代の作品とはジャンルのまったく異なる成人向け青年漫画。
- HOOK -フック-（2005年 - 2006年、スーパージャンプ、集英社、全3巻）

天才詐欺師・大門寺優作を主人公としたミステリー漫画（原作：金成陽三郎）。
- ボンボン坂高校演劇部 リターンズ!・ボンボン坂高校演劇部 アンコール（2001年、2010年、オースーパージャンプ、集英社）

2001年12月号、2010年2月号に読み切り掲載。

## アシスタント
- 渡辺保[1]
- てっちゃん[2]